# Пралина
Пралина е сладкарски продукт, състоящ се главно от раздробенa карамелизирана захар и ядки, най-често бадеми. Използва се като компонент на различни храни, например като украса на торти или пълнеж на сладкиши.
Белгийски пралини се наричат вид шоколадови бонбони с мек пълнеж, незадължително пралинов, който е създаден в началото на XX век в Белгия.